# クウェート・イラク緩衝地帯

クウェート・イラク緩衝地帯

クウェート・イラク緩衝地帯（クウェート・イラクかんしょうちたい）は、1991年の湾岸戦争後にイラクとクウェート間に設置された非武装地帯。双方の兵力を引き離し、イラクによるクウェートへの再侵攻を抑止するために設置された。

## 概説
国際連合安全保障理事会によって設定されたものであり、長さは約190km。イラク側へ10km、クウェート側へ5kmが設定されている。ペルシア湾からサウジアラビアとの境界まで続いており、イラクの港湾都市ウム・カスルはこの中に入っている。
緩衝地帯の境界線には、側溝や鉄条網などが設置され、一部の柵には電流が流されていた。この非武装地帯は1991年から2003年まで国際連合イラク・クウェート監視団(UNIKOM)が監視を行なっていた。
2003年のイラク戦争によりイラクのフセイン政権が崩壊し、クウェート再侵攻の恐れは無くなったため、UNIKOMも撤退した。しかし、2004年にクウェートはこの境界線を強化し、イラクからの進入を防ぐ措置を取っている。